# Курга (приток Сулати)
Ку́рга (иногда обозначается как Курта):193 — река в России, протекает в Сергиево-Посадском районе Московской области. Левый приток реки Сулати. В некоторых источниках Кургой называют её верхнее течение.
Река Курга берёт начало в 3,5 км к юго-востоку от деревни Дмитровское, у границы с Владимирской областью. Течёт на север через смешанные и еловые леса. Впадает в Сулать у границы с Ярославской областью западнее Кубринска. В настоящее время устьевой участок реки проходит по мелиорированной территории торфоразработок. Устье реки раньше находилось на 20 км по левому берегу Сулати. Длина реки — 17 км, площадь её водосборного бассейна — 34,4 км².
По данным Государственного водного реестра России, относится к Верхневолжскому бассейновому округу. Речной бассейн — (Верхняя) Волга до Куйбышевского водохранилища (без бассейна Оки), речной подбассейн — бассейны притоков (Верхней) Волги до Рыбинского водохранилища, водохозяйственный участок — Волга от Иваньковского гидроузла до Угличского гидроузла (Угличское водохранилище).